# 74式戰車
74式戰車（日語：74式戦車)是日本陸上自衛隊的一款主戰坦克，設計與生產皆由三菱重工业完成，用以取代早期的61式戰車，並與美國的M60巴頓和德國的豹1戰車一樣，該車也搭載了口徑105公釐的L7A1坦克砲。

## 歷史
1960年代初，由於105毫米口徑炮已成為新型坦克的標準，在61式戰車剛服役後，陸上自衛隊確認其90毫米炮的火力確實不如歐美的新型戰車，而蘇聯已開始部署的T-62坦克更配備115毫米炮，把火力的差距拉開。之前開發61式戰車時，因為陸上自衛隊要求可通過日本國鐵在來線運輸，所以車寬不可大於2.8公尺，導致火砲和動力系統的安排受到狹窄的空間限制，當陸上自衛隊發現61式52倍徑90毫米炮已經明顯落後於時代後，便要求三菱重工在61式戰車上升級採用英國開發的105毫米L7線膛炮，可是由於61式受到車寬限制，車體的砲塔環直徑太小，勉強升級到105毫米炮，只會大幅損失其他性能，因此陸上自衛隊在1962年決定開發61式戰車的後繼車型。之前開發61式時因為要符合鐵路運輸的寬度，導致性能及裝備選配上大受限制，陸上自衛隊不再要求將寬度限制在3公尺以下，並且決定開發專門運送戰車的73式特大型運輸車，利用日漸完善的公路運輸戰車，但基於日本普遍狹窄的城鎮道路，仍是要將車寬控制在3.2公尺以下。
日本決定先開發技術樣車進行測試，在設計上採用與豹1型坦克類似的由滾軋鋼板焊接的車體，配備MBT-70測試中的可調式懸吊系統，由於未開發出新型裝甲，所以仍是採用鑄造砲塔，但內部裝有新式的自動裝彈機，並擁有車長旋轉指揮塔。設計於1964年大致定型，並在1964年至1967年期間測試了各台測試樣車。
第一輛樣車被命名為STB-1，於1968年晚期交付，並在1969年前做了大大小小的修改。之後自動裝彈機被認為太過複雜和昂貴而被刪去，額外的遙控式防空機槍也一樣被排除，砲塔也被改的更長了。這些修改催生出了STB-3，該車於1971年交付。最後一輛原型車為STB-6，於1973年交付。最後，74式戰車於1975年9月開始生產，為日本第二代國產主戰戰車，有著「ナナヨン」（日語74的讀音）的暱稱。1980年1月共交付了225輛，於1989年停止生產，並計有893輛。

## 設計
74式的車體由鋼板焊接而成，砲塔主要由鑄造工藝製成。74式的人員分工及配置採用當時屬於主流的四人形式，駕駛員在車體的前左側，車長、砲手及裝填手皆在砲塔內。由於設計時考慮到日本以山區為主的地形，所以需要減輕車重，74式的體型比同期的歐美戰車如美國M60、西德豹一型及英國酋長式等細小，其輕量只有強調機動性比防護力重要的法國AMX-30可與之相比，由於仍是採用傳統裝甲，因此74式的裝甲防護力也受到車重限制，內部空間也較狹窄。74式主要通過較小的輪廓，減少被發現及被敵火擊中的機會。
74式的動力來自三菱10ZF22WT柴油引擎，這款引擎可輸出750匹馬力，同期的歐美和蘇聯坦克大多採用液冷式引擎，三菱10ZF22WT則採用氣冷式設計。74式可加裝潛水渡河使用的通氣管及車長指揮塔，以因應日本境內河川頗多的地形。

### 油壓懸掛系統
為了應付日本多山的地勢，74式配備先進的油壓式懸吊系統，而當時全球只有瑞典採用無砲塔設計的S型戰車也配備這種構造精密的懸掛系統。74式是首款有砲塔戰車採用油壓懸吊系統，該款懸吊系統可由車內的乘員調節車體距離地面的高度，與瑞典S型戰車只可調節車體向前後俯仰不同，74式將兩側的油壓控制管線交叉連接，不但可控制車體前後俯仰，也可向左右側傾，車體的前後俯仰角為6度，左右側傾角為9度。因為油壓懸吊系統比克里斯蒂式或扭力桿等形式的懸吊系統，可讓路輪有更大幅度的升降，能夠提升74式的越野性能，更重要的是可通過調節車體的俯仰，讓主砲的最大俯仰角超越砲塔本身的限制，使射界大幅增加，在多山地形有更多開火的機會。因為74式可通過油壓懸吊系統將車體側傾，所以在側坡上也可將車體調節至水平狀態，使砲身的耳軸也保持水平，可提高射擊動態目標的精確度。油壓懸吊系統也可讓74式通過降低全車高度，配合其低矮的車體及砲塔，更有效利用地形地物作為掩護，彌補其裝甲防護的不足，有利於躲在障礙物後對敵方進行伏擊。

### 武器及射控系統
74式戰車的主砲採用由英國皇家兵工廠開發的52倍徑105公釐L7A1線膛砲，日本製鋼所取得原廠授權後在日本境內生產。該砲原先採用脫殼穿甲彈和黏著榴彈，而後跟隨西方先進的腳步換裝尾翼穩定脫殼穿甲彈（93式105公釐尾翼穩定脫殼穿甲彈）、多用途破甲彈（91式105公釐多用途破甲彈）和00式練習彈以及77式空包彈。
射控系統由彈道計算機、雷射測距儀及光學觀測儀（車長與砲手各用一座）組成，並配備星光夜視儀，具備行進間射擊和夜間射擊的能力。74式採用當時最先進的星光夜視鏡，和之前的主動式紅外線夜視儀不同，星光夜視鏡可利用低光度的環境光源，如月光、星光及交戰產生的火光等，通過將攝取的光線強化來顯示影像。比起完全依賴紅外線燈提供光源的上一代夜視儀，由於星光夜視儀不一定要投射光線來取得影像，可大大減少因為開啟紅外線探照燈而被敵方發現的機會。不過，因為星光夜視鏡仍是通過物件反射的光線來取得影像，顯示效果容易受到環境光線強度的影響，如天侯不佳便會影響到效能，故此未能刪除紅外線探照燈，以備需要時可投射光源彌補環境光源的不足。74式的砲盾左側裝有一具與砲座同軸的大型白光/紅外線探照燈，其燈泡發出白光，配合濾光鏡就能投射出紅外線。早期的74式的濾光鏡由於設計不良，主砲開火時常被震壞，這項問題在後來獲得改善。

## 服役狀態

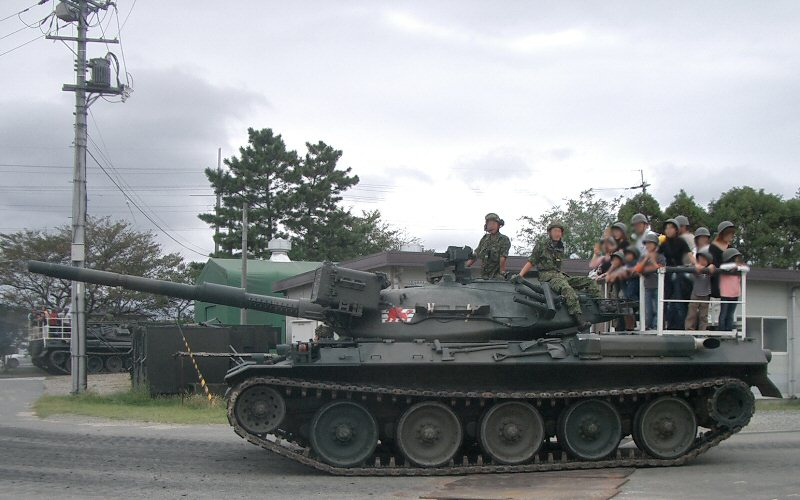
兵庫縣伊丹市的陸上自衛隊伊丹總監部的體驗乘車。

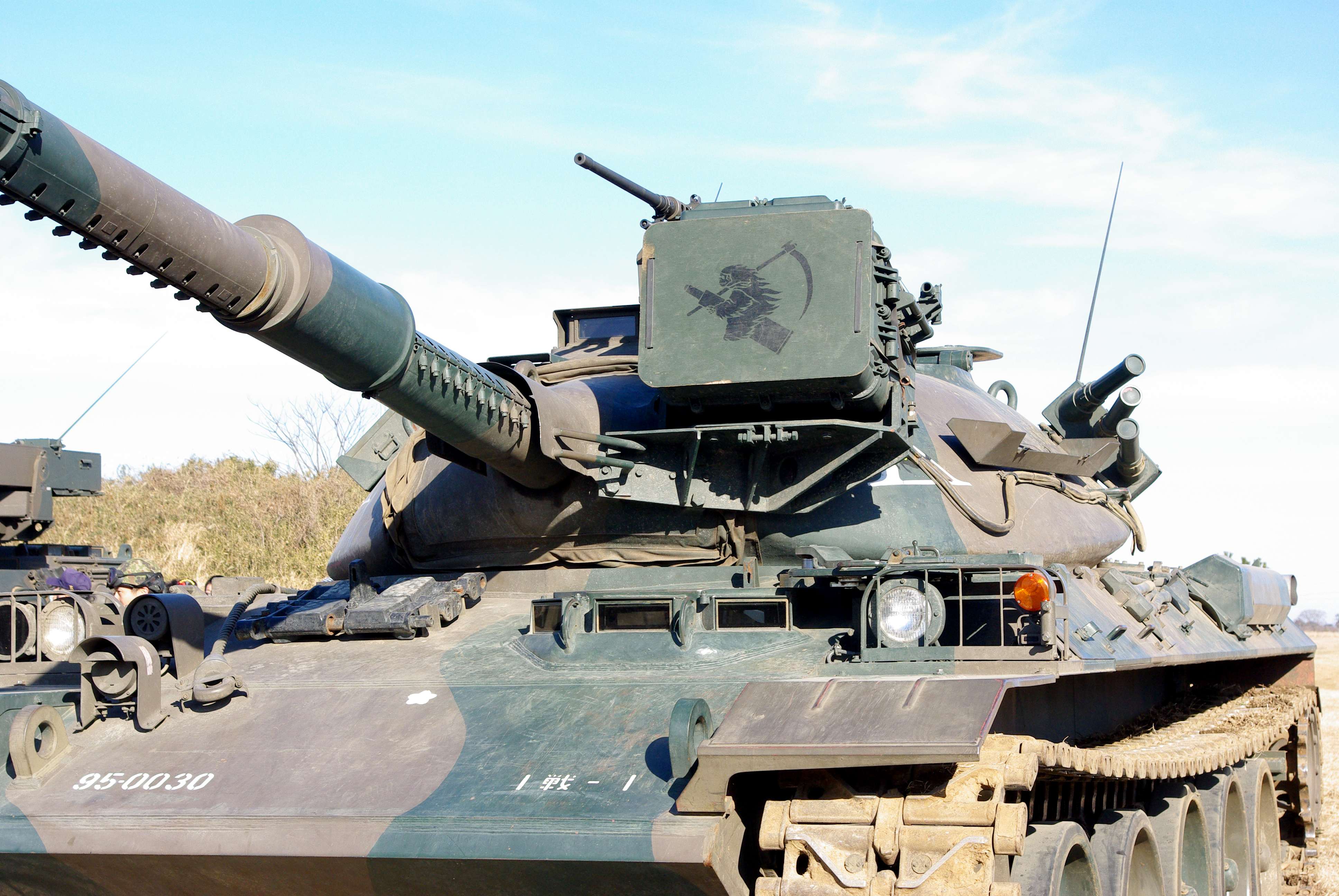
第1戰車大隊的74式戰車於2012習志野演習場

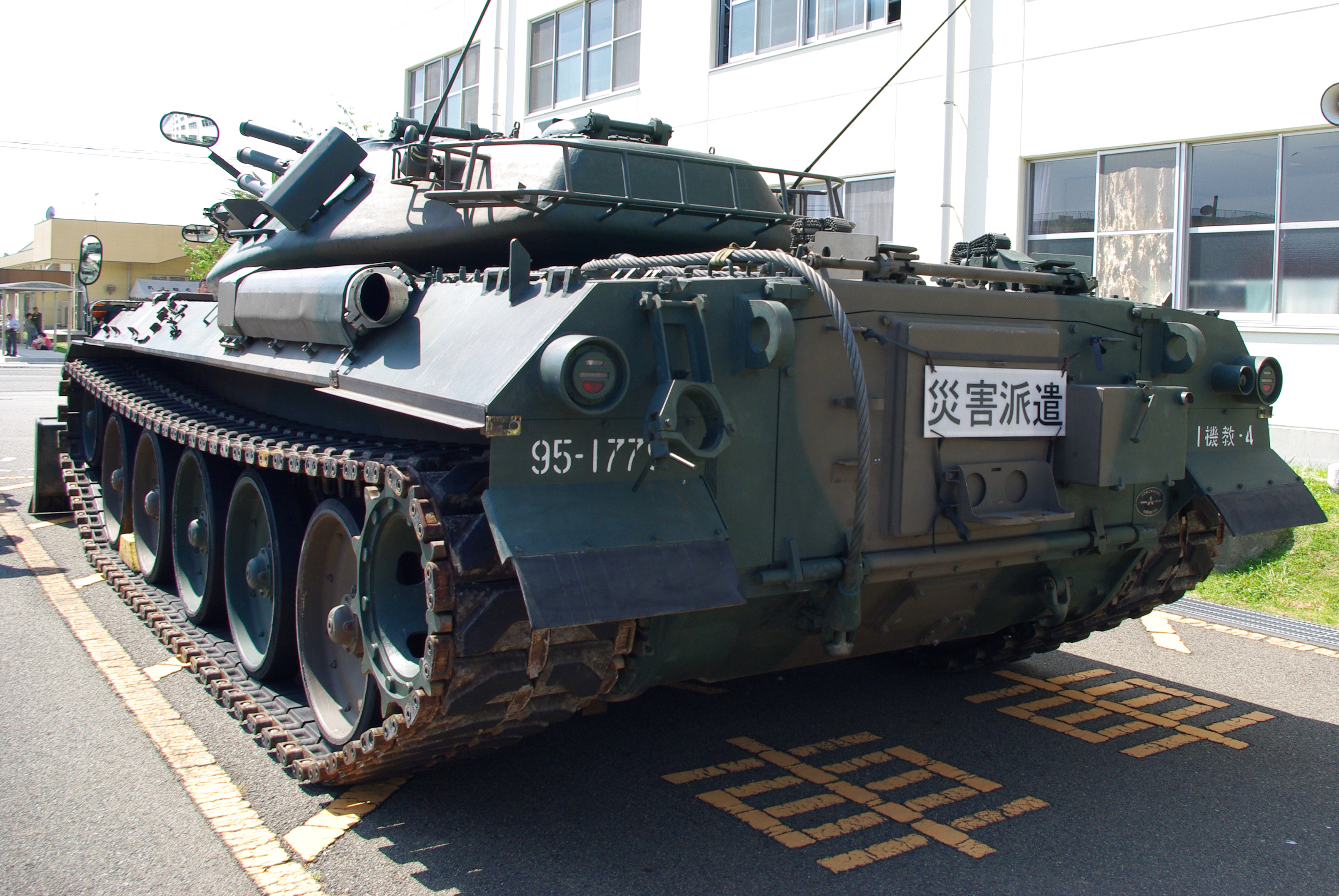
車尾掛有災害派遣標誌的74式戰車

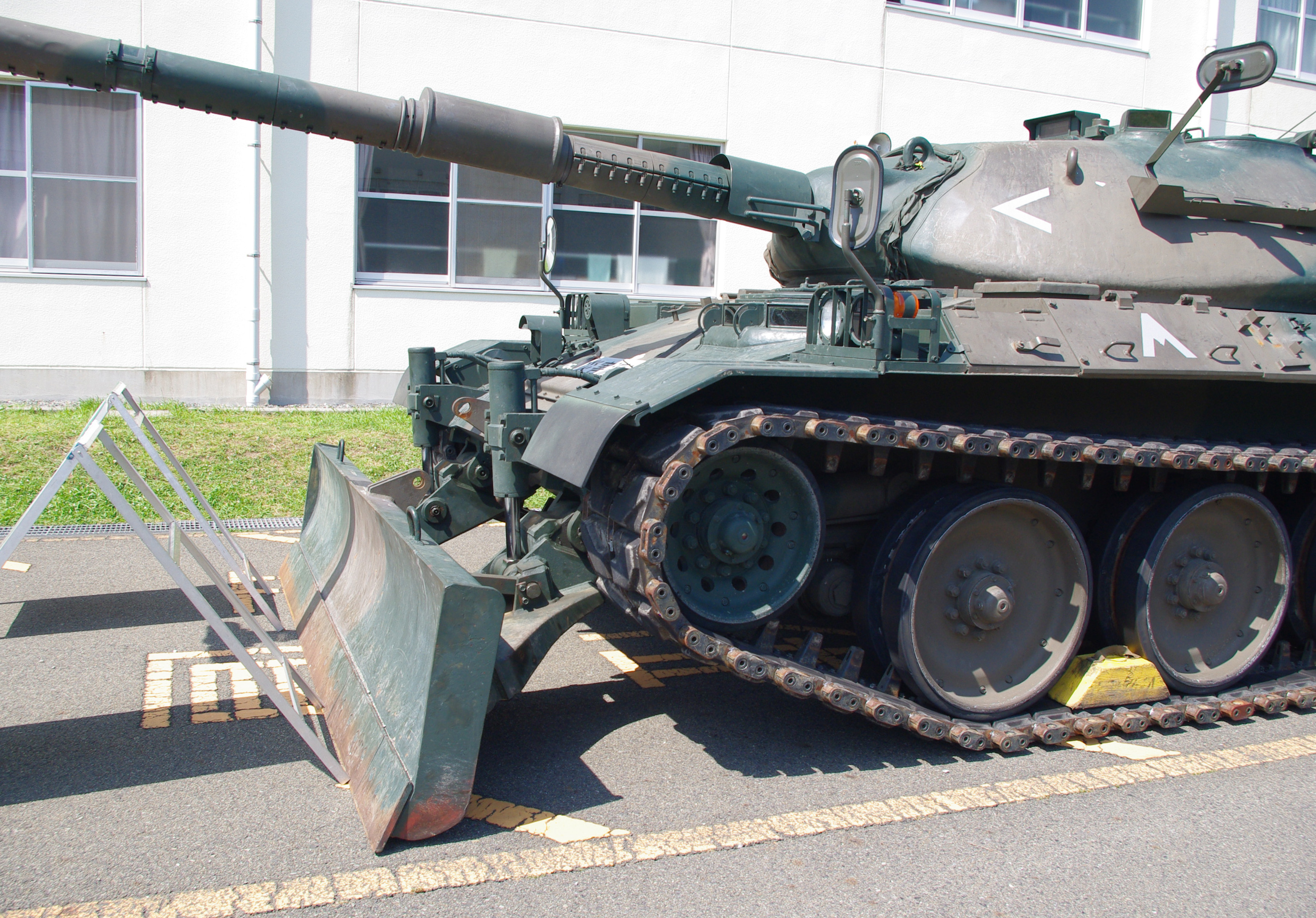
推土鏟

74式戰車在1974年獲得陸上自衛隊採用並量產，由於配備了鐳射測距儀、星光夜視儀及自動化彈道計算機等新式裝備，比起同時期仍是採用光學測距儀及舊款夜視鏡的大多數戰車，74式在當時是較先進的主力戰車，不過數年後西德便推出劃時代的豹2型坦克，蘇聯亦開發出T-80主力戰車，技術水平比74式戰車領先最少半個世代。由於預期74式即將落伍，日本在74式進入量產後便隨即開發其後繼車型，其成果即是90式戰車，並於1990年代接替74式的主力地位，但因為此時冷戰結束，已沒必要維持部署大量新型戰車，而且90式戰車的造價極為昂貴，為節省經費，90式戰車的產量被大幅削減，防衛廳試著改良74式戰車以延長服役年限。
74式的性能提升方案導入了開發90式戰車時得到的最新技術，改良項目包括將74式的星光夜視儀更換為先進的熱成像夜視儀，升級彈道計算機，加裝雷射警告器，改良煙幕彈發射器及採用新型砲管隔熱筒。1993年，4輛74式戰車經改良後被命名為74式G型，但是升級計劃後來因為過於昂貴而中斷，4輛G型被送至於富士教導團的戰車教導隊。此外，由於74式戰車的傳統裝甲在1980年代已難以抵擋新型反戰車武器，如反戰車火箭筒及飛彈的攻擊，陸上自衛隊曾經考慮為74式加裝反應裝甲，但因為車重增加後會減損其機動力，而且反應裝甲被擊中爆炸時會散射出碎片，將會威脅到協同作戰的步兵，所以最後沒有實施。
日本陸上自衛隊雖已配備性能先進的90式戰車，但其價格過於昂貴，體積和重量又明顯比74式大，由於90式比74式重超過10公噸，可讓74式通過的橋樑，90式卻不能通過，不便於在河川較多的地域部署，所以90式集中部署在人煙稀少及平原較多的北海道地區，都市化較高及以山區為主的本州和九州地區，由於受到道路規格及城鎮地形等限制，不便於部署車體較寬較長的90式，加上90式戰車的總產量不及74式的一半，因此在本州及西南地區仍是以74式作為主力。為了替換老舊的74式，防衛省決定針對本州及九州的地形環境開發下一代車型，並且發展輪式戰鬥車，至2010年代新開發的10式戰車及16式機動戰鬥車先後服役，74式才漸漸從陸上自衛隊除役。2024年3月，陸上自衛隊的74式主战坦克全部正式退役，進入封存狀態。

## 衍生型號
- 初期生産型
- B型：可發射尾翼穩定脫殼穿甲彈和破甲彈。
- C型：淡綠褐色的塗裝。
- D型：小幅修改砲身。
- E型：可發射多用途高爆彈，對火控系统也有改良。
- F型：裝備92式除雷輪的版本
- G型：增強改裝型，強化了履帶和偵查裝備，僅有5輛。
- 87式自走高射炮
- 78式戰車回收車
- 91式裝甲架橋車

## 使用國家
日本
- 1975年9月至1989年共生產了893輛；
- 1990年時共有822輛服務；
- 1995年與2000年時有870輛服役；
- 2013年時有373輛服役[7]；
- 2024年時全數退役[6]。

## 潛在使用國家
菲律賓
- 2023年軍聞網站「DEFENCE BLOG」報導菲律賓可能接收74式主戰坦克。

## 流行文化

### 影劇
- 《哥吉拉》-平成系列作品
- 《哥吉拉2000》
- 《卡美拉 大怪獸空中決戰》
- 《卡美拉2 雷吉翁襲來》

### 輕小說、動漫畫
- 《妖精狩獵者》
- 《奇幻自衛隊》

### 遊戲
- 《戰車世界》（在日本科技樹以原型車STB-1做為X階中型戰車登場）
- 《戰爭雷霆》(在日本陸戰科技樹以原型車STB-1做為五階中型戰車/MBT出場,Type 74 與Type 74 F及Type 74(G)做為六階中型戰車/MBT出場，G型為禮包載具 )

## 日本歷代主力戰車比較
|          | 10式戰車                                         | 90式戰車                                     | 74式戰車                      | 61式戰車                      |
| -------- | ------------------------------------------------ | -------------------------------------------- | ----------------------------- | ----------------------------- |
| 重量     | 約44噸                                           | 約50噸                                       | 約38噸                        | 約35噸                        |
| 主砲     | 日本製鋼所44倍徑120mm滑膛砲 (優於90式戰車)       | 莱茵金属44倍徑120mm滑膛砲                    | 51倍徑105mm線膛砲             | 52倍徑90mm線膛砲              |
| 裝甲     | 複合裝甲 (優於90式戰車)                          | 複合裝甲                                     | 砲塔：鑄造鋼 車身：壓延防彈鋼 | 砲塔：鑄造鋼 車身：壓延防彈鋼 |
| 發動機   | 水冷式4行程V型8汽缸柴油引擎                      | 水冷式2行程V型10汽缸柴油引擎                 | 空冷式2行程V型10汽缸柴油引擎  | 空冷式4行程V型12汽缸柴油引擎  |
| 最高速度 | 70km/h 退：70km/h                                | 70 km/h                                      | 53 km/h                       | 45 km/h                       |
| 馬力     | 1200 ps / 2300 rpm                               | 1500 ps / 2400 rpm                           | 720 ps / 2200 rpm             | 570 ps / 2100 rpm             |
| 懸吊系統 | 油氣壓式                                         | 油氣壓扭力桿混合式                           | 油氣壓式                      | 扭力桿                        |
| 乘坐人數 | 3名                                              | 3名                                          | 4名                           | 4名                           |
| C4I      | ○                                                | ×                                            | ×                             | ×                             |
| 售價     | 約9.5億日幣（2010年度） 約16.8億日幣（2024年度） | 約8億日幣（2009年度） 約11億日幣（1990年度） | 3.5～4億日幣                  | 約1億日幣                     |

## 資料來源
1. 1 2  .   [2010-08-26]. （原始内容存档于2010-06-20）.
2. 1 2 3  .   [2010-08-26]. （原始内容存档于2012-02-09）.
3. 1 2 3  .   [2010-08-26]. （原始内容存档于2011-02-05）.
4. ↑  .   [2010-08-26]. （原始内容存档于2010-08-06）.
5. ↑  .   [2010-08-26]. （原始内容存档于2009-12-16）.
6. 1 2  . www.facebook.com.   [2024-05-28]. （原始内容存档于2024-05-28）.
7. ↑  .   [2010-08-26]. （原始内容存档于2017-10-13）.